# Dyscyplina naukowa
Dyscyplina naukowa – część dziedziny naukowej, społecznie zorganizowana działalność badawcza nastawiona na wytwarzanie informacji (badania) oraz stosowania rezultatów tej działalności (teorie) w praktyce. 

## Definicja
Dyscyplina naukowa według L. Krzyżanowskiego nauka (w znaczeniu instytucjonalnym), to usystematyzowany ze względu na przedmiot i cele procesu poznania oraz społeczne znaczenie jego rezultatów zbiór ukształtowanych i wyodrębnionych części zasobu wiedzy o rzeczywistości. Nauka obejmuje całokształt zakresów wiedzy jakie wyznaczają granice danej dyscypliny naukowej. Dyscyplina naukowa to doniosła społecznie, ukształtowana i wyodrębniona ze względu na przedmiot i cel badań lub kształcenia część nauki w znaczeniu instytucjonalnym uznana za podstawową jednostkę jej klasyfikacji. Dyscypliną naukową jest m.in.: filozofia, prawo, ekonomia, medycyna, organizacja i zarządzanie, historia, pedagogika, psychologia, informatyka, architektura, mechanika itp.

## Dyscyplina naukowa a dziedzina nauki
Dyscypliny naukowe są grupowane według różnych kryteriów i tworzą dziedziny nauki. Dziedzina nauki to trwale ukształtowana i wyodrębniona ze względu na potrzeby kierowania badaniami podstawowymi, kształceniem kadr naukowych i szkolnictwem wyższym, grupa dyscyplin naukowych, w ramach której nadawane są stopnie i tytuły naukowe. Dziedzinami nauki są: nauki ekonomiczne, nauki humanistyczne, nauki matematyczne, nauki medyczne, nauki prawne, nauki przyrodnicze, nauki techniczne itp.

## Dyscyplina naukowa a specjalność naukowa
Dyscypliny naukowe dzielą się na specjalności naukowe. Specjalność naukowa jest to względnie trwale uprawiana przez uczonych część jednej lub kilku dyscyplin naukowych wyodrębniona ze względu na koncentrowanie uwagi na węższym fragmencie rzeczywistości lub rozpatrywanie go w węższym aspekcie, bądź stosowanie szczególnych metod badawczych. Specjalnościami naukowymi są, w dziedzinie nauk ekonomicznych, np.: zarządzanie strategiczne, zarządzanie finansami, techniki organizatorskie, marketing bezpośredni, rachunkowość zarządcza, prawo gospodarcze.